# Joseph-Émile Bégule

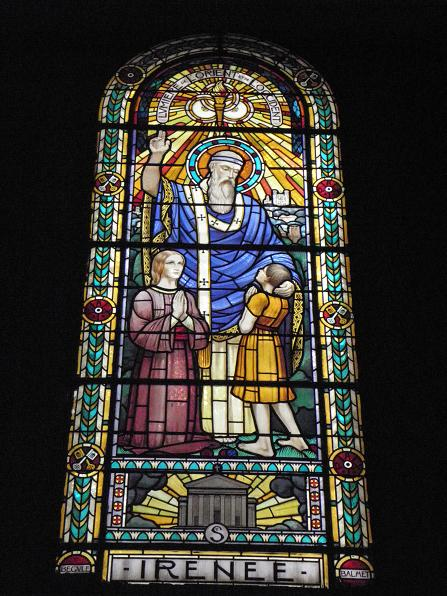
Vitrail de St-Irénée par Joseph-Émile Bégule (Église Saint-Pothin de Lyon)

Joseph-Émile Bégule, né à Saint-Cyr-au-Mont-d'Or le 25 août 1880 et mort à Lyon le 18 novembre 1972, est un peintre et peintre-verrier français.

## Biographie
Fils du maître-verrier Lucien Bégule, élève de Lucien Simon, Luc-Olivier Merson et René Mesnard, il reçoit en 1920 la médaille d'argent du Salon des artistes français et expose aussi au Salon des indépendants et au Salon d'automne ainsi que dans des galeries à Paris et Lyon. 
Ses eaux-fortes Lois d'Italie et Sur la Bresse sont remarquées. On lui doit de nombreux vitraux et des mosaïques. 
Il est fait chevalier de la Légion d'honneur et croix de guerre (1914-1918).
Il est inhumé dans le cimetière de Saint-Cyr-au-Mont-d'Or (carré C285-86-87).